# Opsidia
Opsidia is een vliegengeslacht uit de familie van de dambordvliegen (Sarcophagidae).

## Soorten
- O. grisea (Robineau-Desvoidy, 1830)
- O. micidus (Reinhard, 1963)
- O. oblata (Townsend, 1919)